# 볼라섬
볼라섬(Bhola Island) 또는 다킨샤바즈푸르섬(Dakhin Shahbazpur)은 방글라데시에서 가장 큰 섬으로 넓이는 1,441 km2이다. 바리살주 볼라구 면적의 대부분을 차지한다.
메그나강 하구에 위치해 있다. 다카와 바리살에서 연결되는 페리 및 항공편이 있다.